# Bundesstraße 175
Pour les articles homonymes, voir Route 175.
La Bundesstraße 175 est une Bundesstraße des Länder de Saxe et de Thuringe.

## Géographie
La Bundesstrasse commence dans l'arrondissement de Greiz. Après la frontière avec la Saxe, elle traverse les arrondissements de Zwickau et de Saxe centrale et se termine dans l'arrondissement de Meißen.
En raison de la construction de la Bundesautobahn 72, la Bundesstraße est déclassée en 2012 à Penig-Obergräfenhain. La jonction de Penig est depuis 2011 sur l'ancienne route.
À compter du 1er janvier 2015, la section située entre les jonctions Döbeln-Ost et Nossen-Nord de la Bundesautobahn 14 est classée en Kreisstraße en raison du tracé parallèle de l'autoroute.

## Source
- (de) Cet article est partiellement ou en totalité issu de l’article de Wikipédia en allemand intitulé « Bundesstraße 175 » (voir la liste des auteurs).